# خوآن گابریل واسکس
خوآن گابریل واسکوئز (زاده ۱۹۷۳، بوگوتا) نویسنده اهل کشور کلمبیا است.

## زندگینامه
در دانشگاه سوربن به تحصیل در رشتهٔ ادبیات آمریکای لاتین پرداخت. او پیش از انتشار رمان معروفش خبرچینان که شهرتش را دو چندان کرد، از طریق نوشتن مقاله‌ها و ترجمه‌های آثار نویسندگانی چون ویکتور هوگو، جان هرسی و فاستر چهره‌ای شناخته شده بود. وی هم چنین به عنوان ستون‌نویس مجلهٔ کلمبیا یی "ال اسپکتادر" نیز مشغول است. در سال ۲۰۱۱ اثر مشهورش صدای افتادن اشیاء که در بارهٔ تجارت مواد مخدر در کلمبیاست، جایزهٔ ادبی "پرمیو آلفا گووارا ده نوولا" را نصیب او کرد. در سال ۲۰۱۴ نیز همین اثر، جایزه ادبی ایمپک بین‌المللی که از گرانترین جایزه‌های دنیاست را از آن او کرد. او اولین نویسنده آمریکای لاتین است که برنده این جایزه می‌شود.

واسکوئز پس از ۱۶ سال زندگی در فرانسه، بلژیک و اسپانیا در حال حاضر در بوگوتا زندگی می‌کند.

## آثار ترجمه شده به فارسی
- صدای افتادن اشیاء، ونداد جلیلی، نشر چشمه - تهران (۱۳۹۴)[۲]